# 5角人民币硬币
人民币5角硬币，最早发行于1980年4月5日，共发行了三个版本。目前流通的有第四套人民币与第五套人民币的5角硬币，分别于1992年6月1日和2002年11月18日开始发行，其中第五套人民币5角硬币于2019年8月30日进行了样式调整。

## 历史

### 第三套人民币
第三套人民币5角硬币发行于1980年4月5日。硬币为铜锌合金材质，色彩偏红，直径23mm，正面为中华人民共和国国徽以及国号（简体字），背面为齿轮、麦穗、阿拉伯数字“5”、“伍角”字样及铸造年份，币外缘为间断丝齿。该版本于2000年7月1日停止流通。

### 第四套人民币
第四套人民币5角硬币发行于1992年6月1日。硬币为铜锌合金材质，色彩偏黄，直径20.5mm，正面为中华人民共和国国徽、国号汉字及汉语拼音、铸造年份，背面为梅花及面额，币内缘为点状图案环绕，外缘为间断丝齿，共有六个丝齿段，每个丝齿段有八个齿距相等的丝齿。

### 第五套人民币
第五套人民币5角硬币发行于2002年11月18日。硬币为钢芯镀铜合金材质（1999版）和钢芯镀镍材质（2019版），直径20.5mm，正面为仿马文蔚手书“中国人民银行”字样、面额及铸造年份，背面为“中国人民银行”的汉语拼音及荷花图案，币外缘为间断丝齿，共有六个丝齿段，每个丝齿段有八个齿距相等的丝齿。
第五套人民币5角硬币共发行了两个版本。2000年10月16日发行的版本为钢芯镀铜合金材质，正面面值数字“5”为衬线体直体，内缘为圆形；2019年8月30日发行的版本改为钢芯镀镍材质，淘汰了钢芯镀铜合金的落后工艺，正面面值数字“5”改为无衬线体斜体，内缘为正十一边形，背面荷花图案比例缩小，其余不变。
第五套人民币硬币上的年份为硬币的铸造年份，并非硬币的版别。

第三套人民币5角硬币
第四套人民币5角硬币正面
第四套人民币5角硬币背面
第五套人民币5角硬币正面1999版
第五套人民币5角硬币背面1999版